# Kromoplast
Kromoplasti su plastidi odgovorni za sintezu i pohranu pigmenata. Oni su, kao i ostali plastidi (uključujući kloroplaste i leukoplaste), organeli koji se nalaze u specifičnim fotosintetskim eukariotskim organizmima.
Ovi se plastidi obično nalaze u obojenim organima biljaka kao što su plodovi i cvjetovi, kojima daju specifičnu boju. Možemo ih nać u plodovima naranče, limuna, rajčice, divlje ruže, te u cvjetovima žabnjaka i maslačka; osim toga susreću se rjeđe i u korijenju, kao npr. u repastom korijenu mrkve (Daucus Carota). Po ovoj posljednjoj biljci dobila je ime čitava skupina pigmenata karotinoidi, čiji se mnogi predstavnici nalaze u plastidima. Naročito su među njima česte narančastocrveni pigmenti karotinoidi, koji se gotovo uvijek nalaze u kromoplastima. Osim karotina u kromoplastima postoje i žuti pigmenti ksantofili.
Između kromoplasta i kloroplasta postoji prilično uska veza. Ona se očituje već u tome što kromoplasti često nastaju iz kloroplasta. Tako se npr. kod mnogih plodova u početku zeleni plastidi pretvaraju prilikom sazrijevanja ploda u kromoplaste (rajčica i dr.). Nasuprot tome kromoplasti mrkve razviju se direktno iz bezbojnih plastida.
Često se kod cvjetova i plodova nalaze u istoj stanici pored kromoplasta još i antocijan, tj. jedna crvena ili modra boja, koja je otopljena u staničnom soku. Pigmenti iz kromoplasta i stanične vakuole zajedno djeluju i uzrokuju različita obojenja ovih organa: tako npr. smeđe pjege na laticama maćuhice potječu od njihova zajedničkog djelovanja.
Vjerojatna evolucijska uloga kromoplasta je privlačenje oprašivača (npr. kukaca) ili kako bi se sjemenke rasprostranile konzumacijom obojenih plodova.  Također omogućavaju akumulaciju velike količine, u vodi, netopivih spojeva. U kloroplastima neki se karotinoidi koriste kao pomoćni pigmenti kako bi se bolje iskoristila sakupljena svjetlosna energija. U jesen prilikom promjene boja lišća klorofil se gubi i ostaju samo karotinoidi koji su od prije prisutni u listu.